# Bar rayé
Morone saxatilis
Espèce
Synonymes
Voir texte.
Statut de conservation UICN

 LC  : Préoccupation mineure
Le bar rayé ou bar d'Amérique (Morone saxatilis) est une espèce de poissons anadromes de la famille des Moronidés. Cette espèce est représentée typiquement sur les estuaires de la côte Est nord-américaine.  Les adultes migrent au printemps des eaux côtières salées vers l'eau douce pour se reproduire.

## Description
Le bar rayé possède un corps allongé et comprimé latéralement. Il est doté de deux nageoires dorsales séparées, dont la première est épineuse. Il est aussi caractérisé par une nageoire caudale fourchue et une anale pourvue de trois épines. Les nageoires pelviennes sont en position thoracique. Son dos est de couleur vert olive ou noir avec des flancs pâles ou argentés et son ventre est blanc. Il est aussi doté de sept ou huit bandes horizontales foncées sur les flancs, épousant le contour des rangées d'écailles. Sa taille moyenne adulte est située entre 60 et 100 cm.
La fraie se produit typiquement vers la mi-mai en amont du front salin. Les mâles, plus nombreux que les femelles, se rendent en premier sur les sites de fraie. Lors de la reproduction, les femelles, entourées par les mâles, libèrent les œufs qui seront fécondés par la semence des mâles. Les œufs sont semi-pélagiques et mesurent entre 1,3 mm et 3,8 mm. L'incubation dure au minimum deux jours pour une température de l'eau en surface de 18 °C.
Par la suite, l'alevin se nourrit pendant environ 5 à 7 jours de son sac vitellin.

## Pêche

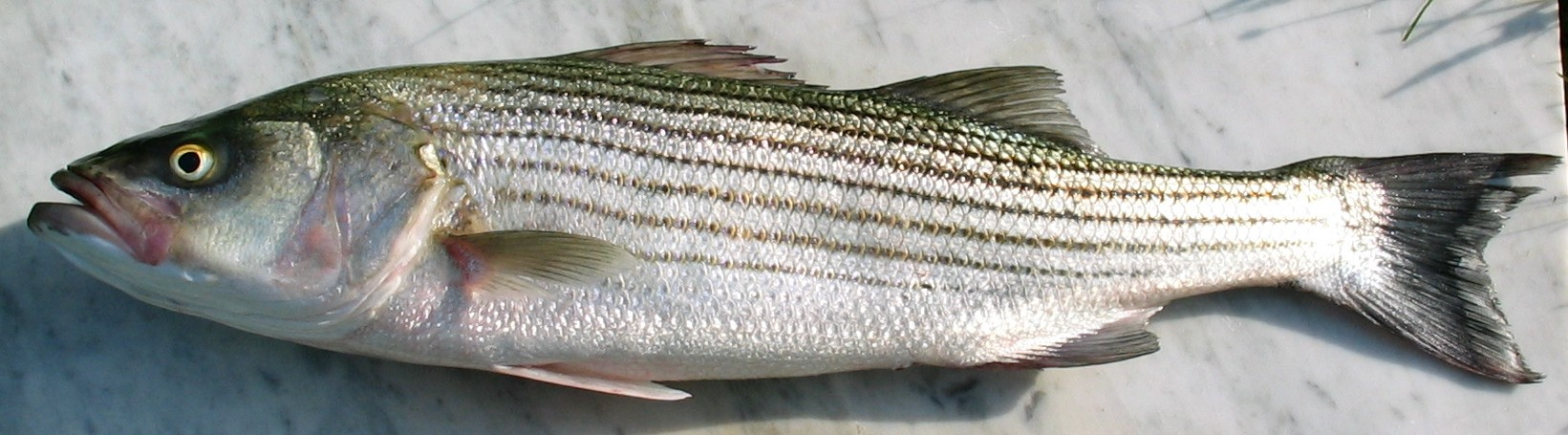
Bar rayé.

Au Canada, et plus particulièrement dans les provinces maritimes (Québec, Nouveau-Brunswick et Nouvelle-Écosse), la pêche fut interdite entre 1996 et 2012. Depuis 2013, il est désormais possible de pêcher ce poisson du 15 juin au 31 octobre et le nombre de prises maximales est de 3 par pêcheur par jour,.

## Synonymes
Ce taxon admet de nombreux synonymes :
- Morone lineatus (Bloch, 1792) ;
- Morone saxitilis (Walbaum, 1792) ;
- Perca labrax (non Linnaeus, 1758) ;
- Perca mitchilli subsp. alternata Mitchill, 1815 ;
- Perca saxatilis Walbaum, 1792 ;
- Roccus lineatus (Bloch, 1792) ;
- Roccus saxatilis (Walbaum, 1792) ;
- Sciaena lineata Bloch, 1792.